# 코라손 발리엔테
《코라손 발리엔테》(스페인어: Corazón valiente)는 2012년 방영된 미국의 텔레노벨라이다.